# Paul de Wispelaere
Paul de Wispelaere (Assebroek, 4 juli 1928 – Maldegem, 2 december 2016) was een Belgisch auteur, criticus en hoogleraar Nederlandse literatuur.

## Biografie
Na zijn middelbare studies Latijn-Griekse humaniora aan het Sint-Lodewijkscollege in Brugge (retorica 1946) studeerde Paul De Wispelaere Germaanse filologie aan de Rijksuniversiteit Gent. Hij was voor een tijdje werkzaam als leraar, eerst in Berchem en nadien in Brugge. Hij promoveerde in 1974 met een proefschrift over het literair tijdschrift De Stem en Dirk Coster, en was tot 1992 als hoogleraar Nederlandse letterkunde verbonden aan de Universitaire Instelling Antwerpen (UIA).
Hij maakte vooral naam als literair criticus en romanschrijver.
De Wispelaere overleed op 2 december 2016 na een langdurig ziektebed.

## Redacteurschap
De Wispelaere was redacteur van de volgende tijdschriften:
- De tafelronde (1956-1963),
- Diagram (1963-1964),
- Komma (1965-1970),
- NVT (1968-1983).

## Werken en bekroningen
- Scherzando ma non troppo (1959): novelle
- Victor J. Brunclair 1899-1944 (1960)
- Hendrik Marsman (1961): studie
- Een eiland worden (1963): roman
- Mijn levende schaduw (1965): roman
- Het Perzische tapijt (1966): essaybundel
- Met kritisch oog (1967): essaybundel
- Facettenoog (1968): essaybundel
- Paul-tegenpaul, 1969-1970 (1970): schrijversdagboek
- Een Vlaming bekijkt Nederland (1972)
- Jan Walravens (1974)
- Een dag op het land (1976): roman
- Louis Paul Boon, tedere anarchist. Omtrent het utopia in 'Vergeten Straat' (1976)
- Tussen tuin en wereld (1979): roman, Staatsprijs voor Vlaams verhalend proza
- De Liternatuur van Sybren Polet (1980)
- Mijn huis is nergens meer (1982): roman
- Brieven uit Nergenshuizen (1986): roman
- De broek van Sartre en andere essays (1987)
- Het verkoolde alfabet (1992): dagboek
- En de liefste dingen nog verder (1998): roman
- Cuba en andere reisverhalen (2002): reisimpressies
- Onder voorbehoud (2003)

Paul de Wispelaere was ook actief als bloemlezer. Een selectie uit het proza van Karel van de Woestijne verscheen in 1973 ('De boer die sterft en andere verhalen'). In 2000 verzorgde hij een tweedelige anthologie met proza van Herman de Coninck.

## Prijzen
- Yang-prijs
- 1968:  Essayprijs van de Jan Campertstichting voor 'Met kritisch oog'
- 1972: Louis Paul Boonprijs
- 1980: Dirk Martensprijs
- 1980: August Beernaertprijs voor 'Tussen tuin en wereld'
- 1980: Staatsprijs voor Vlaams verhalend proza
- 1987: Staatsprijs voor kritiek en essay
- 1998: Prijs der Nederlandse Letteren
- 2003: Isengrinusprijs van het Louis Paul Boon Genootschap.